# 布魯亞街

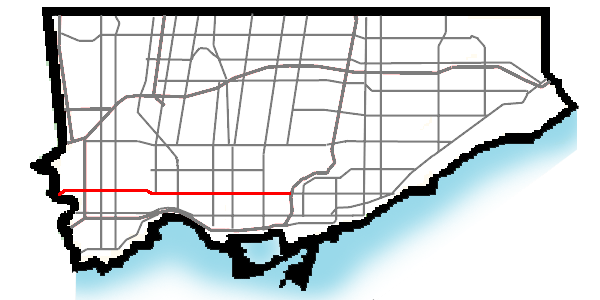
布魯亞街在多倫多的位置

布魯亞街是加拿大安大略省多倫多的一條東西走向的主要住宅及商業大道。布魯亞街東始愛德華王子高架道路，橫跨當河谷，向西進入密西沙加，東至中央徑（Central Parkway）。高架道路以東，丹佛路繼續延伸。這條街長約25（16英里），包含多倫多各族裔社群街區。此處也是多倫多著名的購物街「水貂里」（Mink Mile）的所在地。
地鐵布魯亞-丹佛線的一部分從基伯齡路沿布魯亞街延伸至當河谷園林公路，然後沿丹佛路繼續向東延伸。

## 路線概述

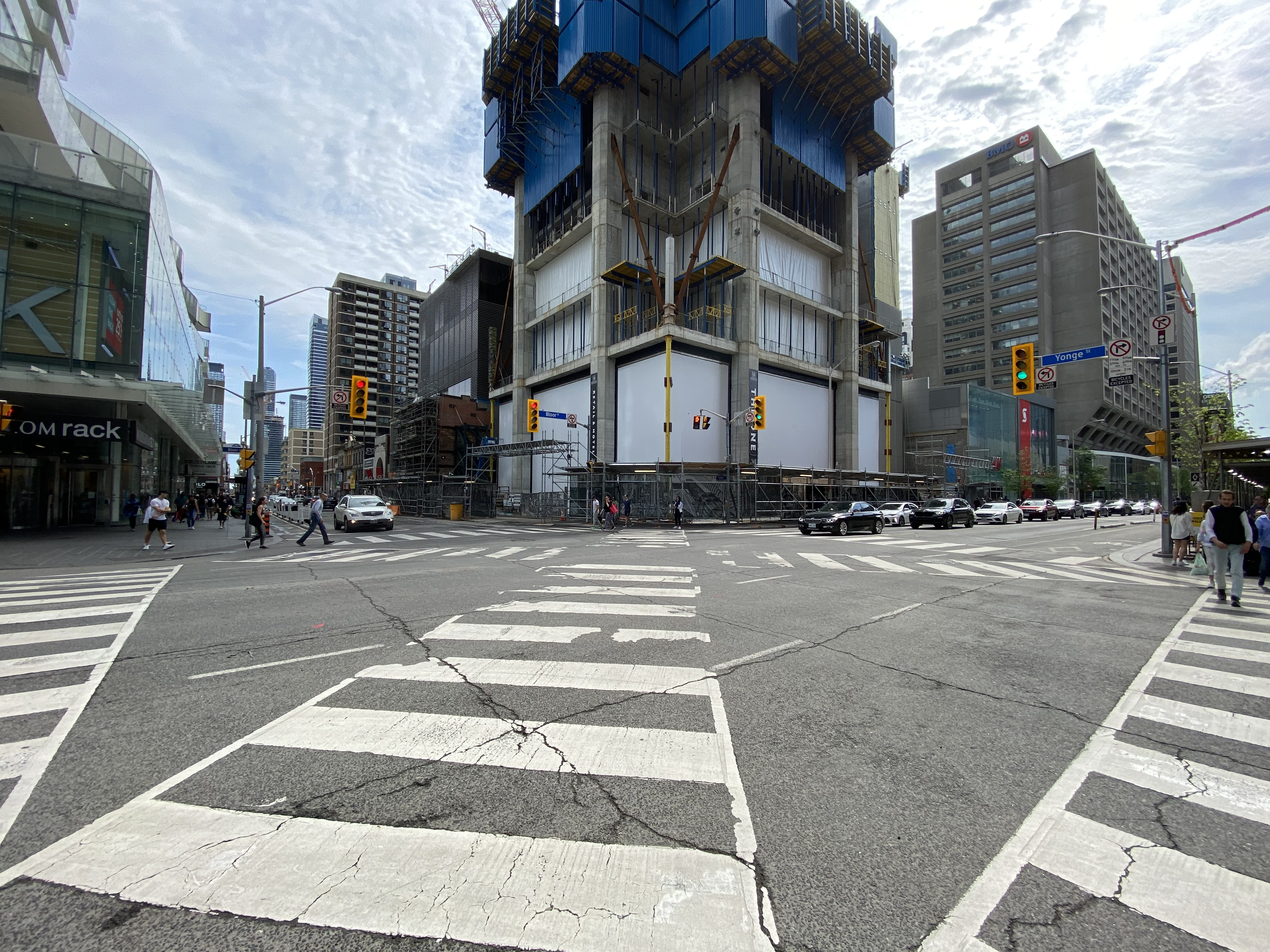
央街夾布魯亞街處

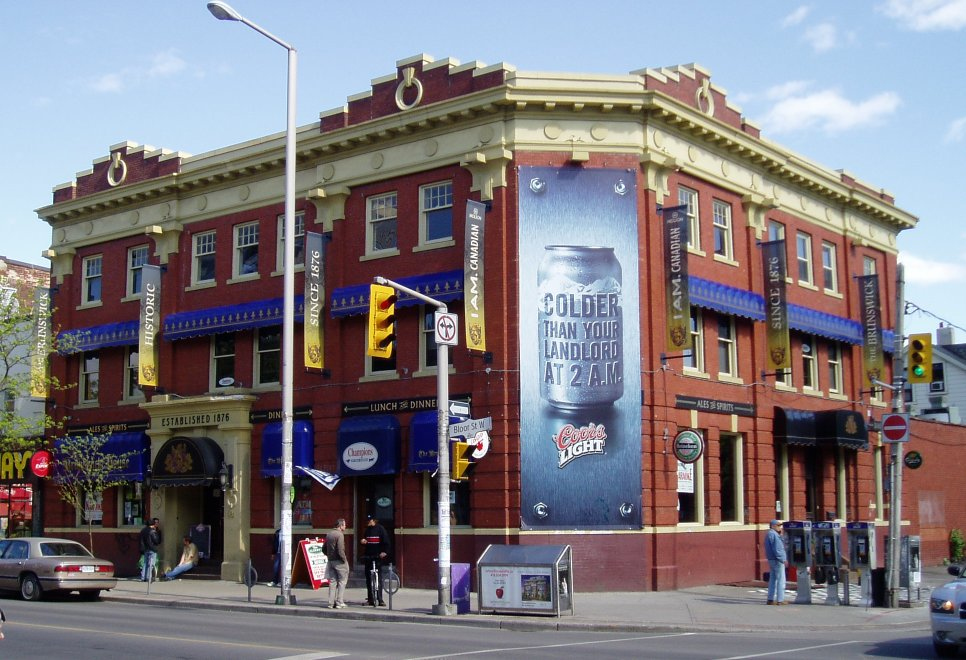
Brunswick House

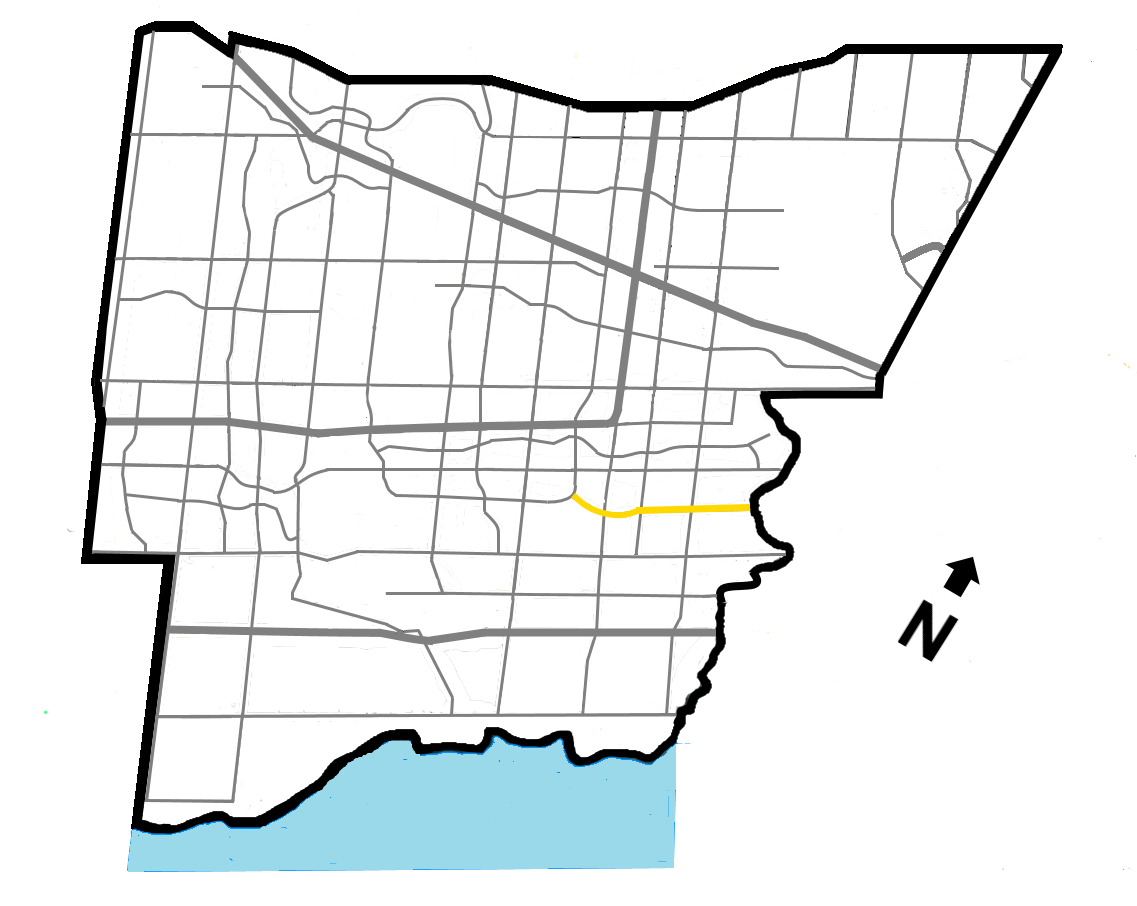
布魯亞街在密西沙加的位置

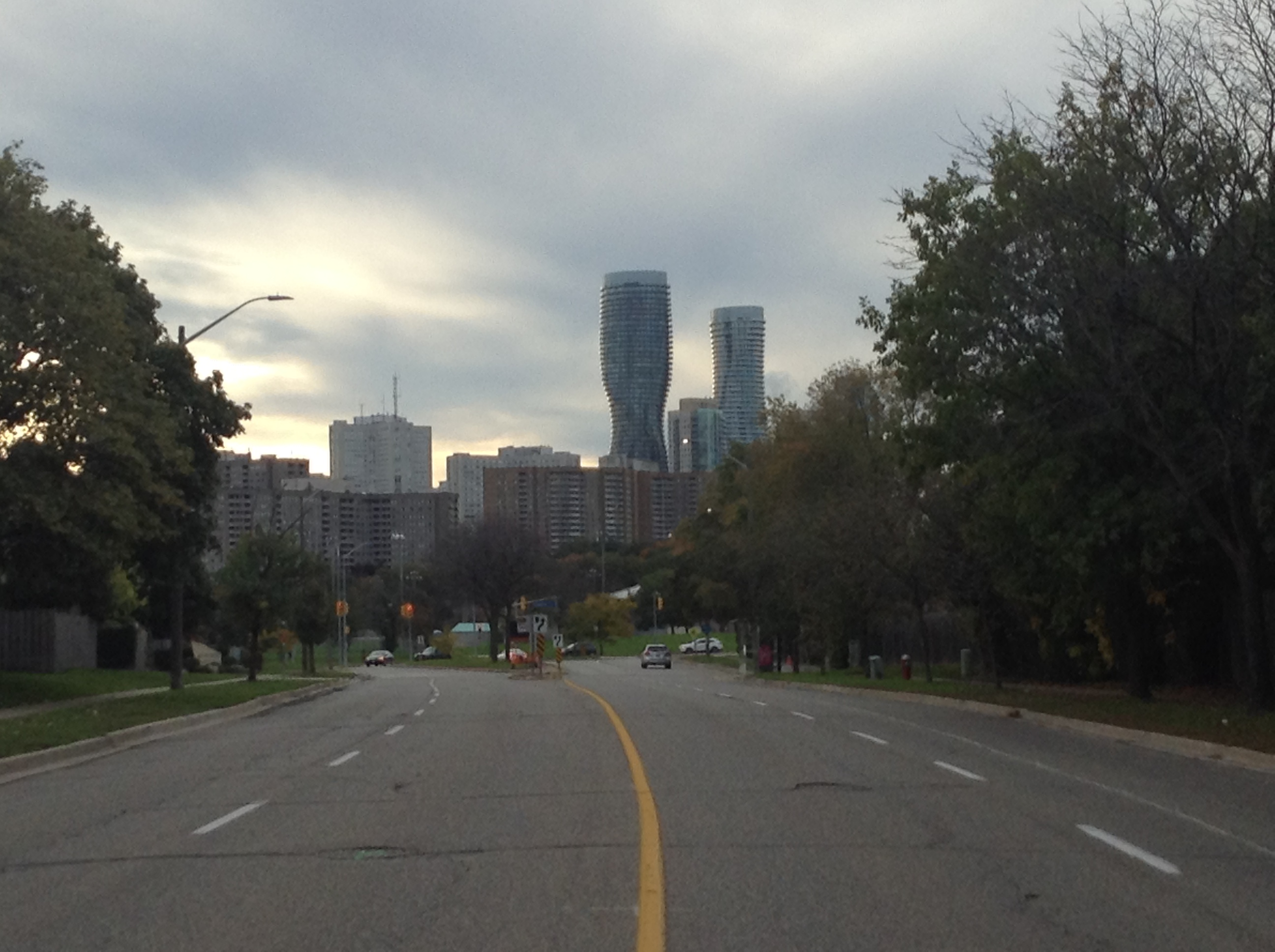
望向布魯亞街西端盡頭及遠處的密西沙加城市中心

布魯亞街東始愛德華王子高架橋的東部邊緣，橫跨深而寬的當河谷。街道一直延伸至玫瑰峽谷（Rosedale Ravine），作為富裕社區玫瑰谷的南部邊界。這條街位於國會街以西，緊鄰聖占士城社區的北部，該項目向西延伸至雪邦街。布魯亞街這一段的北側是玫瑰峽谷林木覆蓋的山坡。雪邦街和與教堂街之間的街道兩旁是大型辦公樓，內有眾多保險公司。該地區長期以來一直是加拿大保險業的中心。
教堂以西的街道更加商業化，為一重要購物區。在市中心，尤其是卑街路口附近，布魯亞街是加拿大最獨特的地產區之一。高檔布魯亞街住宅的租金在4年內翻了一番，2006年在全球最昂貴的零售地點中排名第22位，比2005年上升了兩位。在全國范圍內，溫哥華的洛遜街與布魯亞西街並列為加拿大最昂貴的街道，年平均租金為每平方英尺208加元。
央街夾布魯亞街路口有地鐵布魯亞-央街站。該站是該市最繁忙的地鐵站，每日大約運送368,800人次。在地面上，路口處有商鋪及柏文大廈。
在市中心，布魯亞街是多倫多大學校園的北端，擁有多個歷史遺跡，包括巴塔鞋博物館、皇家音樂學院及約威老的南端，該地區現在已成為布魯亞街文化走廊。
布魯亞街位於多倫多大學以西，一直延伸至士巴丹拿道，穿過一系列多元化的社區，如兼併區、韓國城、德化林、博頓村、朗士華、海柏公園及蘭尼米德。它通常保留其商業特徵，並作為大多數社區的主要購物區。街道的許多路段都被命名為「商業促進區」，例如布魯亞閣村、布魯亞杜村及布魯亞西村。
在多倫多西端，布魯亞街與登打士街縱橫交錯兩次，在蘭士登路與基爾街之間，以及在基伯齡路附近伊斯靈頓-城市中心西的「六點」區域。麥蘭活是多倫多市最西端的住宅社區。布魯亞街穿過密西沙加，穿過蘋果林（Applewood）及密西沙加谷（Mississauga Valleys）住宅區，終結於曉倫大略街（Hurontario Street）以東約一公里處的中央徑（Central Parkway）。中央徑本身在布魯亞街的盡頭以90°由東西向轉為南北向，東西向路段有效地繼續向西延伸至伊倫杜站道（Erindale Station Road），並在該處向北彎曲。
直到1998年，從基伯齡路東至當河的布魯亞街路段被指定為的5號省道。與省道的許多城市路段一樣，它於1月1日不再作為連接線路。
多倫多市於2019年開始施工，將基伯齡路及登打士街的交匯處重新配置為地面交叉路口。這拆除了1961年設立的「意大利粉路口」，並將登布魯亞道（Dunbloor Road）併入登打士街，以連接斷開的路段。

## 購物
約威老社區內央街與阿梵奴道之間的布魯亞街路段稱為「水貂里」，是多倫多最負盛名的購物街。